# Bogdan Kiełbasiński
Bogdan Kazimierz Kiełbasiński (ur. 23 lipca 1968 w Nowym Dworze Mazowieckim) – polski przedsiębiorca, polityk i samorządowiec, od 2024 prezydent Legionowa.

## Życiorys
Uzyskał tytuł zawodowy magistra nauk politycznych na Uniwersytecie Warszawskim. Pracował jako dyrektor sprzedaży i dyrektor zarządzający w firmach ubezpieczeniowych, zajął się też prowadzeniem własnej działalności gospodarczej.
W 2006 i 2010 był wybierany do rady miasta w Legionowie z ramienia KWW Nasze Miasto Nasze Sprawy; w 2014 nie uzyskał reelekcji. W 2016 został wybrany na prezesa Legionowskiego Stowarzyszenia Promocji Samorządności „Nasze Miasto Nasze Sprawy”. W wyborach w 2018 ubiegał się o urząd prezydenta miasta, zajął trzecie miejsce z wynikiem 16,51% głosów; w wyniku tych samych wyborów powrócił do legionowskiej rady miasta. Wstąpił do Polski 2050 Szymona Hołowni; w 2023 z listy koalicyjnej Trzeciej Drogi bez powodzenia kandydował do Sejmu X kadencji. W 2024 ponownie wziął udział w wyborach na prezydenta Legionowa, startując z ramienia Trzeciej Drogi. W I turze zajął drugie miejsce z wynikiem 22,94% głosów, w II turze pokonał dotychczasowego prezydenta Romana Smogorzewskiego, uzyskując 51,92% głosów. Urząd objął 7 maja 2024.